# 新貴縣
新貴縣，明、清貴州省舊縣名。
明朝萬曆十四年（1586年）設置。屬於貴陽府。明朝时，倚郭。清朝康熙三十四年（1695年），省入贵筑县。